# Charlotte Duplessis-Mornay
Charlotte Duplessis-Mornay, née Charlotte Arbaleste de la Borde et connue également sous le nom de Charlotte Arbaleste (1er février 1548 - 15 mai 1606), est une autrice et poète française.

## Biographie
Charlotte Arbaleste naît de Guy Arbaleste et Madeleine Chevalier : son père se convertit au protestantisme au début des années 1560, tandis que sa mère reste catholique,.
En 1567, elle épouse Jean de Pas, un commandant d'armée en Picardie, également converti au protestantisme. Il meurt des suites d'une blessure le 23 mai 1569, un an avant son père, sa sœur et son beau-père. Charlotte Arbaleste impute à ces morts successives sa santé fragile.
Le 3 janvier 1576, elle épouse Philippe Duplessis-Mornay, compagnon d'Henri IV, protestant, gouverneur de Saumur.

## Œuvre
Charlotte Duplessis-Mornay entretient une correspondance fournie. Elle écrit également les Mémoires de son mari, qui s'apparentent plutôt à ses propres mémoires entrecoupés d'informations sur la vie de son mari, et qui sont publiés en 1824 par Armand Désiré de La Fontenelle de Vaudoré et Pierre René Auguis, et en 1869 par Henriette Guizot de Witt.
Dans ses Mémoires, elle écrit pour convaincre son fils Philippe de défendre la cause protestante, à laquelle la majeure partie de la famille a adhéré. Elle est convaincue que son mari est investi d'une mission divine et raconte l'histoire de la famille et de son engagement à la cause protestante. Elle ajoute un témoignage direct du massacre de la Saint-Barthélemy, qu'elle a fui avec sa fille Suzanne, âgée de deux ans à l'époque. Sa mère, catholique, refuse d'héberger la petite fille tant qu'elle restera protestante, et Suzanne et Charlotte vont de refuge en refuge, finissant par arriver à Sedan, où Charlotte rencontre son futur mari, Philippe Duplessis-Mornay.
Ses Mémoires contiennent également les principales affaires politiques, militaires et religieuses auxquelles Philippe de Mornay a participé, se plaçant en mémorialiste des actions militantes de son mari jusqu'à l'avènement d'Henri IV. Elle interrompt l'écriture de l'ouvrage à l'annonce de la mort de son fils Philippe, le 23 octobre 1605.

## Postérité
Le manuscrit autographe de ses Mémoires est conservé à la bibliothèque de la Sorbonne. Une édition critique des Mémoires est parue en 2010,.

## Famille
Charlotte Arbaleste a au total dix enfants, dont cinq survivront :
- Suzanne de Pas, seule fille avec son premier mari, née le 29 décembre 1568[1] ;
- Marthe, née le 17 décembre 1576[1] au Plessis[8], épouse en 1599 Jean III de Jaucourt ;
- Elisabeth, née le 1er juin 1578[1] à Londres[8], épouse en 1600 Jacques de Saint-Germain de Fontenay ;
- Philippe, né le 20 juillet 1579, à Anvers[1], mort en 1605 ;
- Maurice, né en 1581 à Anvers et mort à trois mois[8] ;
- Anne, née en 1582 au Plessis[8],[9] et morte en 1644, épouse en 1603 Jacques des Nouës, baron de Sainte-Hermine, et en 1643 Jacques Nompar de Caumont ;
- des jumeaux mort-nés en 1583 à Paris[4] ;
- Suzanne, née le 19 juin 1586 à Montauban et morte à trois mois[8],[4] ;
- Sarah, née le 7 décembre 1587 à Nérac et morte à trois mois[8],[4].

## Édition des Mémoires
- Charlotte Duplessis-Mornay, Les Mémoires de Madame de Mornay, édition critique par Nadine Kuperty-Tsur, Paris, Champion (« TLR » 2), 2010, 460 p.  (ISBN 978-2-7453-2052-0)